# Transformers: Fall of Cybertron
Transformers: Fall of Cybertron (с англ. — «Трансфо́рмеры: Падение Кибертро́на») — компьютерная игра в жанре шутера от третьего лица от компании High Moon Studios для платформ Windows, PlayStation 3 и Xbox 360, выпущенная компанией Activision в 2012 году. Издателем игры на территории России и стран СНГ выступила компания «Новый Диск»; текстовой локализации на русский язык подверглась только версия для компьютеров, консольная версия осталась на английском с русской документацией.
Игра является прямым продолжением War for Cybertron. Место действия игры — планета Кибертрон, время — ещё до контакта с планетой Земля.

## Игровой процесс

Демонстрация игрового процесса в мультиплеере

Игра, как и её предшественница, представляет собой шутер от третьего лица. Игроки могут управлять каждым трансформером как в виде робота, так и в виде транспортного средства. Вместо традиционной системы здоровья в игре реализована система, аналогичная той, что была в серии Halo. У персонажа есть регенерируемый щит и здоровье, которое можно пополнить с помощью аптечек. В Fall of Cybertron расширен выбор оружия. Оружие можно приобрести в киосках Телетрон-1, раскиданных по всей игре.
Каждый персонаж получил свою уникальную способность. Например, Джаз может использовать грейферный крюк, чтобы добираться до высоких и удаленных мест, Оптимус Прайм может управлять огромным Метроплексом, а Комбатиконы способны объединяться в десептикона Брутикуса. Сегменты, в которых игроки управляют Брутикусом, разработаны с учётом его больших размеров. Масштаб подстраивается таким образом, что персонаж начинает возвышаться над противниками. Автобот Гримлок управляется иначе, чем другие персонажи. Имея при себе только меч и щит, Гримлок не может трансформироваться по своему желанию, а накапливает ярость, сражаясь с противниками. Когда он набирает достаточно ярости, Гримлок способен трансформироваться и наносить огромный урон. В отличие от предыдущей игры, в Fall of Cybertron нет кооперативной кампании — вместо неё были добавлены уровни, раскрывающие способности каждого трансформера.
Из предыдущей игры вернулся режим «Эскалация». В этом режиме игрокам предстоит защищаться от волн врагов. По мере прохождения игрового процесса открываются новые участки уровня, которые открывают доступ к улучшенному оружию и способностям. В «Эскалации» используются персонажи франшизы, а в соревновательном мультиплеере игроки могут выбрать один из четырёх классов персонажей (Scientist, Infiltrator, Destroyer и Titan) на 9 различных картах (Sewers, Spire, Abandoned, Bowels, Array, Corrosion, Tempest, Convoy, Desolation). Автоботы и десептиконы могут быть модифицированы с помощью деталей, заработанных с помощью рейтинговой системы или приобретенных в магазине. Можно использовать некоторые детали известных трансформеров, такие как головы, туловища, ноги и руки. Доступны сотни деталей и вариантов расцветки. Игроки также могут покупать и модернизировать свое снаряжение.

## Сюжет
Игра начинается с исхода с Кибертрона. Автоботы на корабле «Ковчег» и десептиконы на корабле «Немезида» приближаются к нестабильному космическому порталу, ведя жесткое противостояние. При атаке десептиконов на мостик «Ковчега» Бамблби получает ранение и теряет дар речи. Совместными усилиями атаку удается отразить, после чего Бамблби по подсказкам Рэтчета восстанавливает энергоснабжение корабля. В поисках Оптимуса автобот оказывается в гуще его схватки с Мегатроном. Ценой своей жизни Бамблби удается защитить командира от выстрела лидера десептиконов.
Действие переносится на 6 земных дней до исхода. Десептиконы атакуют готовящийся к отлету «Ковчег» через сектор, который должен был охранять Гримлок. Получив нужную информацию от Персептора, Оптимус направляется на защиту корабля. Ситуация накаляется, десептиконы ведут массированное наступление, но Оптимус вовремя находит древнего автобота Метроплекса и с его помощью нейтрализует обстреливающие «Ковчег» орудия десептиконов. Старскрим захватывает Оптимуса в плен и доставляет к своему повелителю на казнь. Положение спасает Метроплекс, который убивает Мегатрона, буквально раздавив его кулаком. Десептиконы, теперь уже под командованием Старскрима, вынуждены отступить. Но положение омрачается тем фактом, что запасы энергона иссякают, и «Ковчег» не сможет взлететь.
Клиффджампер, Джаз и Сайдсвайп отправляются к Морю Ржавчины, чтобы найти исчезнувшего Гримлока и его отряд. В этом районе Клифф и Джаз обнаруживают странную активность десептиконов, включая башню Шоквейва, которая оказалась «Планетарным мостом», открывающим портал в любой уголок космоса. Попутно автоботы находят и целое озеро сырого энергона. Проведя диверсию в логове Шоквейва, Джаз и Клиффджампер сообщают о своей находке Оптимусу, который принимает решение начать скорейшую разработку месторождения.
Этот факт не остался незамеченным Старскримом и десептиконами. Отряд комбатиконов направляется на перехват транспортника автоботов, перевозящего энергон. Диверсия по перенаправлению транспортника в засаду основных войск десептиконов прошла успешно, но самоуверенность и неумелое командование Старскрима приводят к крупным потерям и отступлению. Более того, транспортник сменил способ передвижения. С большим трудом комбатиконам удается захватить корабль и совершить жесткую посадку, но Старскрим арестовывает отряд за неподчинение приказу.
Тем временем Саундвейв в своей секретной лаборатории в Каоне восстанавливает Мегатрона. Возрожденный лидер десептиконов первым делом смещает узурпатора Старскрима, проводившего собственную коронацию, а затем направляется к месту содержания Триптикона. Совершив дерзкий налет, Мегатрон захватывает базу, но не для освобождения гиганта. Вместо этого он приказывает Саундвейву переформатировать Триптикона в межзвездный корабль «Немезида».
Сбежавший Старскрим, стремясь насолить своему сопернику Шоквейву и отомстить Мегатрону, проникает на базу, где ученый проводит свои эксперименты, и методично разрушает её. Но встреча с плененным Гримлоком нарушает его планы. Освободившийся автобот отправляется на поиски своего отряда, уничтожая противников с возрастающей яростью. В процессе поисков Гримлок открывает в себе способность к трансформации в новую альт-форму — огромного механического тираннозавра. Собрав команду, динобот, вопреки уговорам Оптимуса, решает атаковать штаб Шоквейва, что ему и удается. Но активность диноботов приводит к открытию портала, который очень быстро теряет стабильность.
Автоботы в срочном порядке грузятся на «Ковчег», а Метроплекс ценой собственной жизни заряжает корабль энергией, необходимой для взлета. Десептиконы на «Немезиде» преследуют автоботов. Завязывается нешуточная битва между двумя сторонами, инициатива переходит от одного противника к другому. Оптимус и Мегатрон сходятся в поединке (здесь предоставляется возможность выбрать сторону). Но битву прерывает нестабильный портал, который затягивает оба корабля, разрывая их на части.

## Разработка и выпуск
На конференции в ноябре 2010 года компания Hasbro подтвердила, что сиквел War for Cybertron находится в разработке. Transformers: Fall of Cybertron была официально анонсирована 6 октября 2011 года в статье, опубликованной на сайте игрового журнала Game Informer. Изначально High Moon Studios заявила, что не будет выпускать Fall of Cybertron на ПК, но вскоре студия передумала. Портированием на ПК занималась компания Mercenary Technology, а версией для PlayStation 3 и Xbox 360 — High Moon Studios. Так же, как и предыдущая часть, игра была создана на движке Unreal Engine 3 и использует физический движок Havok.
В Северной Америке игра вышла 21 августа 2012 года, в Европе — 24 августа, а в России — 3 сентября.
Для игры было выпущено несколько дополнений. Multiplayer Havoc Pack был выпущен в день релиза игры и содержит пять персонажей для использования в многопользовательской игре: Перцептор, Ультра Магнус, Бласт Офф, Уилджек и Зета Прайм. Кроме того, он открывает соответствующие элементы кастомизации, связанные с этими персонажами. Диноботы, за исключением Сладжа, входят в состав Dinobot Destructor Pack, выпущенного 11 сентября. Инсектиконы, Оптимус G1, Мегатрон, Хаунд и Брутикус G2 были выпущены в качестве DLC для одиночной и многопользовательской игры в составе Massive Fury Pack 25 сентября.
8 августа 2016 года компания Activision перевыпустила игру для PlayStation 4 и Xbox One в Австралии. Эти версии были разработаны компанией Fun Labs. В 2020 году поддержка игры, вместе с другими играми по «Трансформерам» от Activision, была окончательно прекращена.

## Отзывы и критика
| Сводный рейтинг       | Сводный рейтинг                           |
| Агрегатор             | Оценка                                    |
| --------------------- | ----------------------------------------- |
| GameRankings          | (PC) 79,17 % (PS3) 77,19 % (X360) 81,69 % |
| Metacritic            | (PC) 78/100 (PS3) 77/100 (X360) 79/100    |
| «Критиканство»        | 75/100                                    |
| Иноязычные издания    |                                           |
| Издание               | Оценка                                    |
| 4Players              | 7,5/10                                    |
| Destructoid           | 7/10                                      |
| Eurogamer             | 8/10                                      |
| G4                    | 4,5/5                                     |
| Game Informer         | 9/10                                      |
| GameRevolution        | 3,5/5                                     |
| GameSpot              | 7/10                                      |
| GameSpy               | [ 37 ]                                    |
| GamesRadar+           | [ 38 ]                                    |
| GameStar              | 80/100                                    |
| GameTrailers          | 8,4/10                                    |
| Giant Bomb            | [ 41 ]                                    |
| IGN                   | 8,5/10                                    |
| Jeuxvideo.com         | 16/20                                     |
| Joystiq               | [ 44 ]                                    |
| OXM                   | 8,5/10                                    |
| Polygon               | 9/10                                      |
| Push Square           | 7/10                                      |
| The Guardian          | [ 48 ]                                    |
| VideoGamer            | 8/10                                      |
| The Escapist          | [ 50 ]                                    |
| Русскоязычные издания |                                           |
| Издание               | Оценка                                    |
| 3DNews                | 8/10                                      |
| GameMAG.ru            | 6/10                                      |
| PlayGround.ru         | 7,9/10                                    |
| «Игромания»           | 7,5/10                                    |
| «Игры Mail.ru»        | 8/10                                      |
| «Канобу»              | 8/10                                      |
| «НИМ»                 | 8/10                                      |

### Реакция на анонс
Крис Перейра из 1UP.com написал, что фанаты будут рады узнать, что High Moon Studios разрабатывает ещё одну оригинальную игру про трансформеров, поскольку игра по третьему фильму не оправдала ожиданий критиков. Генри Гилберт из GamesRadar также был рад анонсу, написав: «Мы рады, что разработчик High Moon Studios вернулся к тому, что у него получается лучше всего: создавать новые/старые приключения для автоботов и десептиконов».

### После выпуска
Transformers: Fall of Cybertron получила преимущественно положительные отзывы от критиков и игроков.